# ISO 3166-2:HR
Kódy ISO 3166-2 pro Chorvatsko identifikují 20 žup (županija) a hlavní město Záhřeb (stav v roce 2015). První část (HR) je mezinárodní kód pro Chorvatsko, druhá část sestává ze dvou čísel identifikujících župu.

## Seznam kódů
```
HR-01 
Záhřebská župa
 (Zagrebačka županija, 
Záhřeb
)
HR-02 Krapinsko-zagorska županija (Krapina)
HR-03 Sisačko-moslavačka županija (Sisak)
HR-04 Karlovačka županija (Karlovac)
HR-05 Varaždinska županija (
Varaždín
)
HR-06 Koprivničko-križevačka županija (Koprivnica)
HR-07 Bjelovarsko-bilogorska županija (Bjelovar)
HR-08 Primorsko-goranska županija (
Rijeka
)
HR-09 Ličko-senjska županija (Gospić)
HR-10 Virovitičko-podravska županija (
Virovitica
)
HR-11 Požeško-slavonska županija (Požega)
HR-12 Brodsko-posavska županija (Slavonski Brod)
HR-13 Zadarska županija (
Zadar
)
HR-14 Osječko-baranjska županija (Osijek)
HR-15 Šibensko-kninska županija (Šibenik)
HR-16 Vukovarsko-srijemska županija (Vukovar)
HR-17 Splitsko-dalmatinska županija (
Split
)
HR-18 Istrie (Istarska županija/Regione istriana, Pazin/Pisino)
HR-19 Dubrovačko-neretvanska županija (Dubrovnik)
HR-20 Međimurska županija (Čakovec)
HR-21 
Záhřeb
 (Zagreb)
```